# Star 80
Pour les articles homonymes, voir Stars 80.
Ne doit pas être confondu avec le film français sorti en 2012, Stars 80.
 (décembre 2020).
Pour plus de détails, voir Fiche technique et Distribution.
Star 80 est un film américain réalisé par Bob Fosse, sorti en 1983. Le film retrace le destin tragique de Dorothy Stratten.

## Synopsis
Une jolie jeune femme, Dorothy Hoogstraten, devient la petite amie de Paul Snider, un agent artistique de seconde zone. Paul, persuadé qu'il pourra faire de Dorothy une vedette, la convainc de poser pour des photos de charme et d'envoyer celles-ci à Playboy. Dorothy, qui prend le pseudonyme de Dorothy Stratten, est engagée comme playmate et entame bientôt une carrière d'actrice. Elle épouse Paul, qui tente de contrôler la carrière de sa femme mais voit celle-ci gagner en indépendance. Paul, dont les affaires personnelles ne marchent pas alors que Dorothy remporte un succès croissant, devient bientôt jaloux et paranoïaque...

## Fiche technique
- Titre : Star 80
- Réalisation : Bob Fosse
- Scénario : Bob Fosse, d'après l'article de presse écrit par Teresa Carpenter
- Musique : Ralph Burns
- Photographie : Sven Nykvist
- Montage : Alan Heim
- Production : Wolfgang Glattes & Kenneth Utt
- Société de production : The Ladd Company
- Société de distribution : Warner Bros.
- Pays :  États-Unis
- Langue : Anglais
- Format : Couleur - Mono - 35 mm - 1.85:1
- Genre : Biopic, Drame
- Durée : 103 min
- Affiche : Jouineau Bourduge (France)

## Distribution
- Mariel Hemingway (VF : Dorothée Jemma) : Dorothy Stratten
- Eric Roberts : Paul Snider
- Cliff Robertson : Hugh Hefner
- David Clennon : Geb
- Roger Rees : Aram Nicholas
- Josh Mostel : Le détective privé
- Carroll Baker : La mère de Dorothy
- Terence Kelly (en) : Charlie
- Lisa Gordon : Eileen
- Stuart Damon (en) : Vince Roberts
- Sidney Miller (en) : Le propriétaire du nightclub
- Keith Hefner : Le photographe
- Ernest Thompson : Phil Wass
- Robert Picardo : L'intervieweur
- Erica Yohn : L'intervieweuse

## Anecdotes
- Daryl Hannah fut un temps pressentie pour jouer le rôle de Dorothy Stratten avant que le rôle n'échoie à Mariel Hemingway.
- Richard Gere fut un temps pressenti pour jouer le rôle de Paul Snider avant que le rôle n'échoie à Eric Roberts.
- Il s'agit du dernier film tourné par Bob Fosse qui sera emporté par une crise cardiaque 4 ans plus tard à seulement 60 ans.
- Tout premier rôle au cinéma pour Roger Rees.
- Hugh Hefner entama des poursuites à l'encontre des producteurs car il estimait que son personnage n'était pas suffisamment bien représenté à l'écran.
- Dans le film, Rees campe le rôle d'un réalisateur appelé Aram Nicholas qui se trouve être en réalité celui du réalisateur Peter Bogdanovich. Ce dernier fut l'époux de Louise Stratten, la sœur de Dorothy Stratten, de 1988 à 2001.
- Le photographe excédé par la présence intempestive de Paul Snider lors de la scène du shooting photo n'est autre que le véritable frère de Hugh Hefner, Keith Hefner.
- Tout comme Dorothy Stratten, Mariel Hemingway a posé pour Playboy et a fait la couverture de la revue en avril 1982.

## Distinctions

### Nomination
- Golden Globes 1984
  - meilleur acteur dans un film dramatique pour Eric Roberts

### Sélection
- Berlinale 1984 : compétition officielle

### Récompenses
- Boston Society of Film Critics Awards
  - Meilleur acteur pour Eric Roberts